# Fort Niagara
Fort Niagara – fortyfikacja w Stanach Zjednoczonych, w stanie Nowy Jork. Ulokowany przy ujściu rzeki Niagara do jeziora Ontario.
Pierwszy stały fort zbudowany przez Francję w 1726. Zdobyty przez Wielką Brytanię w 1759 podczas wojny siedmioletniej. Pod panowaniem brytyjskim fort odgrywał dużą rolę w administracji otaczających go terenów, był również ważną brytyjską bazą podczas Amerykańskiej Wojny Rewolucyjnej. Po wytyczeniu granicy między USA i brytyjską Kanadą fort przeszedł w amerykańskie ręce w 1796. Odegrał ważną rolę w wojnie brytyjsko-amerykańskiej (1812–1814). Został zdobyty przez wojska brytyjskie w 1813, a następnie zwrócony Amerykanom po zakończeniu wojny. Do 1963 funkcjonował jako fortyfikacja i koszary armii amerykańskiej. Obecnie teren fortu należy do stanu Nowy Jork i jest parkiem stanowym, a zabudowania starego fortu są utrzymywane jako muzeum.

## Panowanie francuskie

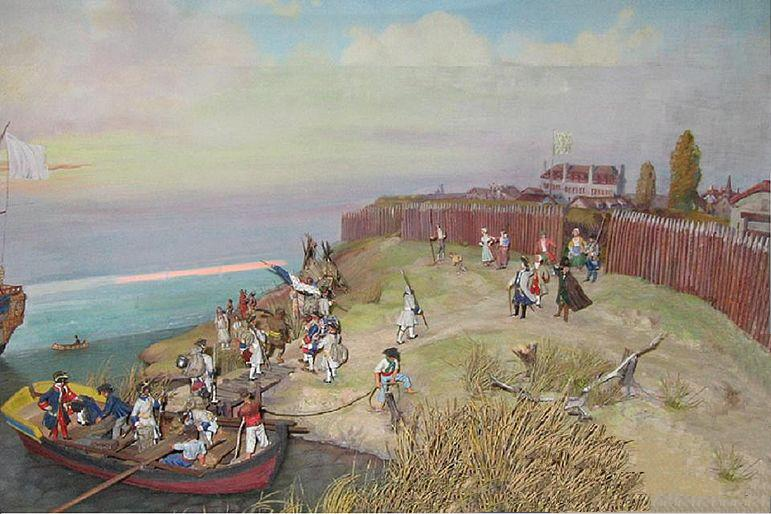
Fort Niagara 1730

W XVII i XVIII w. jedynym sposobem na sprawne przemierzanie dzikich obszarów środka Ameryki Północnej było pływanie łodziami po rzekach i jeziorach. Jednym ze strategicznie najważniejszych szlaków wodnych była rzeka Niagara łącząca jeziora Erie i Ontario. Znajdujący się w połowie biegu rzeki wodospad Niagara musiał być omijany przez przenoszenie łodzi i ładunków ścieżkami obok wodospadu, tworzącymi tzw. Niagara Portage.
Francuzi założyli swoją kolonię w Quebecu w 1608 i z biegiem czasu podjęli energiczne działania w celu stworzenia imperium handlowego, które ostatecznie rozciągało się po ogromnych połaciach amerykańskiego kontynentu, od ujścia Rzeki Świętego Wawrzyńca do Atlantyku aż do ujścia rzeki Missisipi do Zatoki Meksykańskiej. Sukces tego projektu wymagał kontroli newralgicznych punktów w systemie transportu wodnego na kontynencie, wśród których jednym z najważniejszych był szlak komunikacyjny wzdłuż rzeki Niagara.
Pierwsza udokumentowana wizyta Francuzów w okolicach rzeki Niagara miała miejsce w roku 1669, w okresie pokojowych stosunków z Irokezami, którzy byli w tym czasie dominującą siłą w tym regionie. W 1679 Francuzi wybudowali pierwszy mały fort, nazwany Fort Conti, w celu wspierania ekspedycji Roberta La Salle do jeziora Erie. Fort ten istniał tylko kilka miesięcy i uległ spaleniu.
W 1687 stosunki Francuzów z Irokezami pogorszyły się. Francuska ekspedycja pod dowództwem Gubernatora Nowej Francji, Jacques-Rene de Brisay, markiza de Dentonville, wkroczyła w okolice koło południowych brzegów jeziora Ontario, pustosząc wioski indiańskie, nie będąc jednak w stanie dosięgnąć zbyt wielu nieuchwytnych Indian. Dentonville i jego siły doszły do ujścia rzeki Niagara i tam zbudowały drugi fort, Fort Dentonville. Po pozostawieniu garnizonu składającego się ze 100 żołnierzy główna ekspedycja powróciła do Montrealu.
Fort był silny militarnie, ale oddalony o setki kilometrów od innych placówek francuskich i w ten sposób odcięty od źródeł zaopatrzenia. Po niezwykle ciężkiej zimie, nadejściu głodu i stałego zagrożenia ze strony otaczających fort Indian, w kwietniu następnego roku tylko 12 żołnierzy garnizonu pozostało przy życiu w momencie przybycia francuskich posiłków. Francuzi zdali sobie sprawę z tego, że fort jest zbyt odizolowany aby mogli się w nim utrzymać. We wrześniu 1688 Francuzi spalili budynki fortu i powrócili do Montrealu.
Przez następne trzydzieści lat rosnąca rywalizacja z koloniami brytyjskimi poczęła skłaniać Francuzów do podjęcia kolejnej próby zbudowania placówki nad rzeką Niagara. Z biegiem lat stosunki z Irokezami polepszyły się. W 1720 Irokezi dali pozwolenie Francuzom na założenie placówki handlowej u stóp wodospadu Niagara, przy Niagara Portage. Z kolei w 1725 Irokezi dali Francuzom pozwolenie na założenie placówki przy ujściu rzeki do jeziora Ontario. Według uzgodnień miało to być tylko miejsce do prowadzenia handlu futrami i zostało nazwane Domem Pokoju.
W czerwcu 1726 flotylla francuska przypłynęła jeziorem do ujścia rzeki i rozpoczęła budowę fortu. Składał się on z dużego kamiennego domu otoczonego drewnianą palisadą. Starano się wybudować silną, ale niezbyt groźnie wyglądającą placówkę, by nie złamać w zbyt oczywisty sposób porozumienia z Irokezami. Budynek ów, zwany Domem Pokoju, zachował się do dziś i jest najstarszą budowlą na terenie obecnego fortu. Wraz z budową fortu Francuzi nareszcie osiągnęli swój cel, zdobywając kontrolę nad ważnym szlakiem komunikacyjnym i tym samym odcinając kolonie brytyjskie od najwygodniejszego szlaku wodnego w głąb Ameryki.

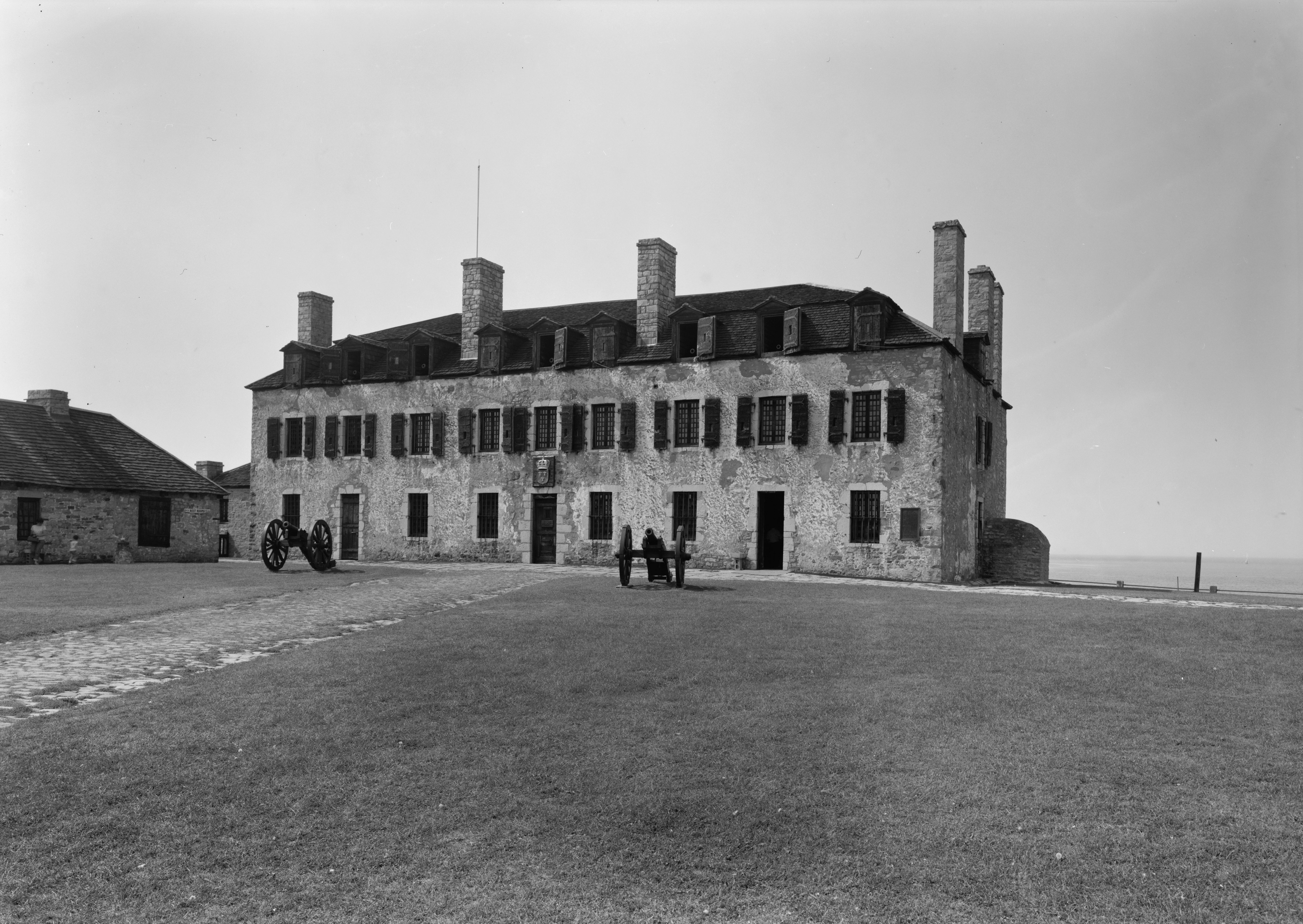
Dom Pokoju

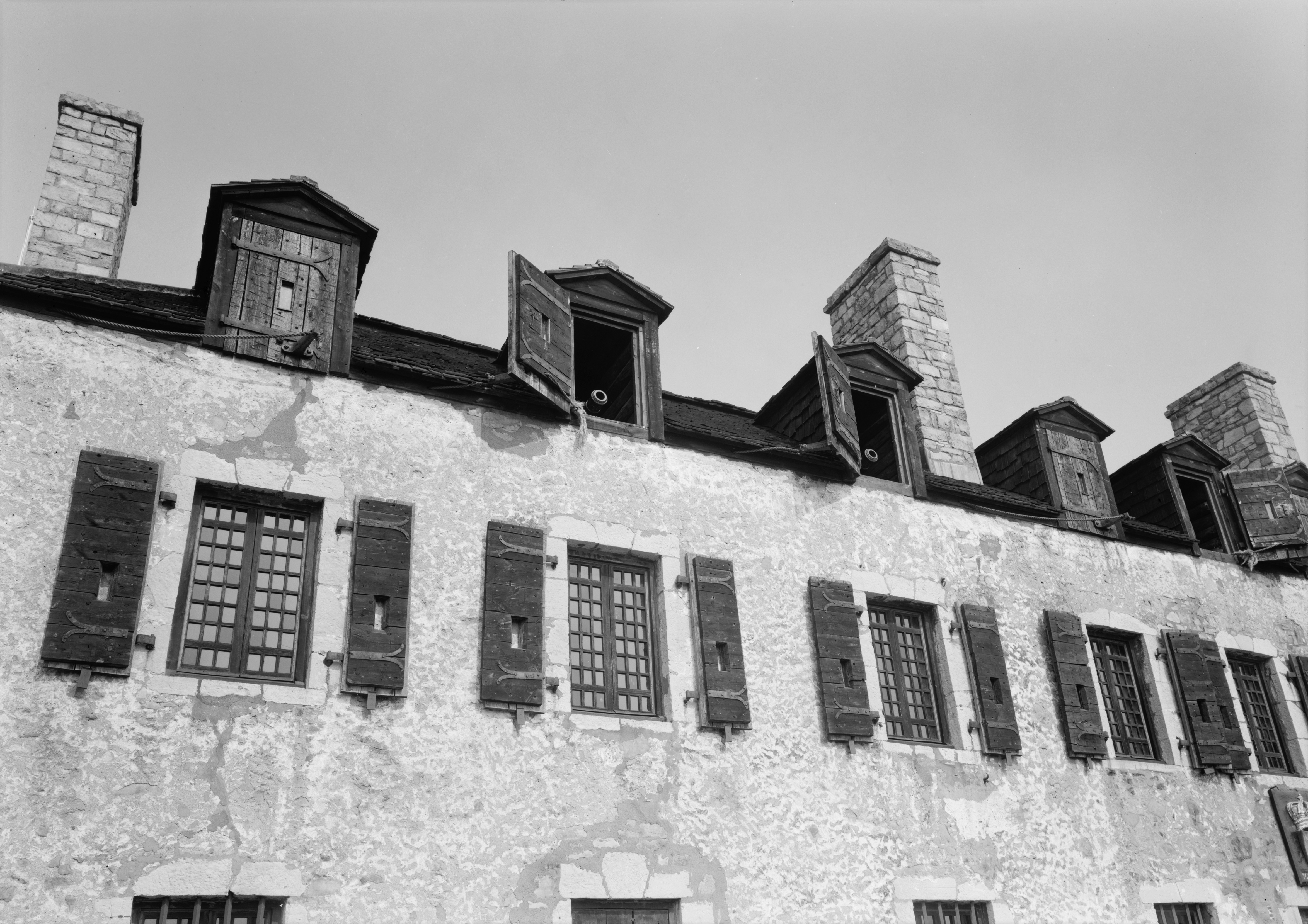
Dom Pokoju z bliska – widać zamaskowane działa na najwyższym piętrze

Z początku garnizon francuski był stosunkowo mały, gdyż neutralność Irokezów nie pozwalała armiom brytyjskim zaatakować fortu i również nie dawała Francuzom wielkich możliwości prowadzenia stamtąd działań przeciwko koloniom brytyjskim. Tak więc fort pozostał na uboczu wojny o sukcesję austriacką między Francją i Wielką Brytanią w latach 1744–1748. Przez te lata fort był jednak stopniowo rozbudowywany. Załoga składała się z jednej kompanii żołnierzy.

## Fort podczas wojny siedmioletniej
Od ok. 1749 Francuzi podjęli próbę zdobycia kontroli nad terenami nad rzeką Ohio. W 1755 działania te doprowadziły do konfliktu z siłami brytyjskimi, który niedługo potem przerodził się w ogólną wojnę siedmioletnią między Francją i Wielką Brytanią i kolonistami obu stron w Ameryce. Fort Niagara był kluczowym punktem na szlaku komunikacyjnym między Montrealem i doliną Ohio.
Na początku wojny w 1755 roku Francuzi odnieśli zwycięstwo nad siłami generała Braddocka w dolinie Ohio. Druga armia brytyjska maszerująca z Fortu Oswego miała duże szanse pokonania słabej załogi Fortu Niagara ale wyruszyła za późno i zmuszona była do odwrotu przed nadciągającą zimą.
Francuzi, zaniepokojeni zagrożeniem Fortu Niagara od strony Brytyjczyków, podjęli decyzję o drastycznym wzmocnieniu załogi fortu. Jesienią 1755 duży oddział żołnierzy regularnych, świeżo przybyłych z Francji, został wysłany do fortu statkami przez jezioro Ontario. Wraz z nimi przybył kapitan Pierre Pouchot, który miał rozkaz zmiany Fortu Niagara w silną twierdzę w stylu europejskim, będącą w stanie wytrzymać oblężenie i ostrzał artylerii.
Stara palisada została zburzona i na jej miejsce zbudowano bastiony ziemne.

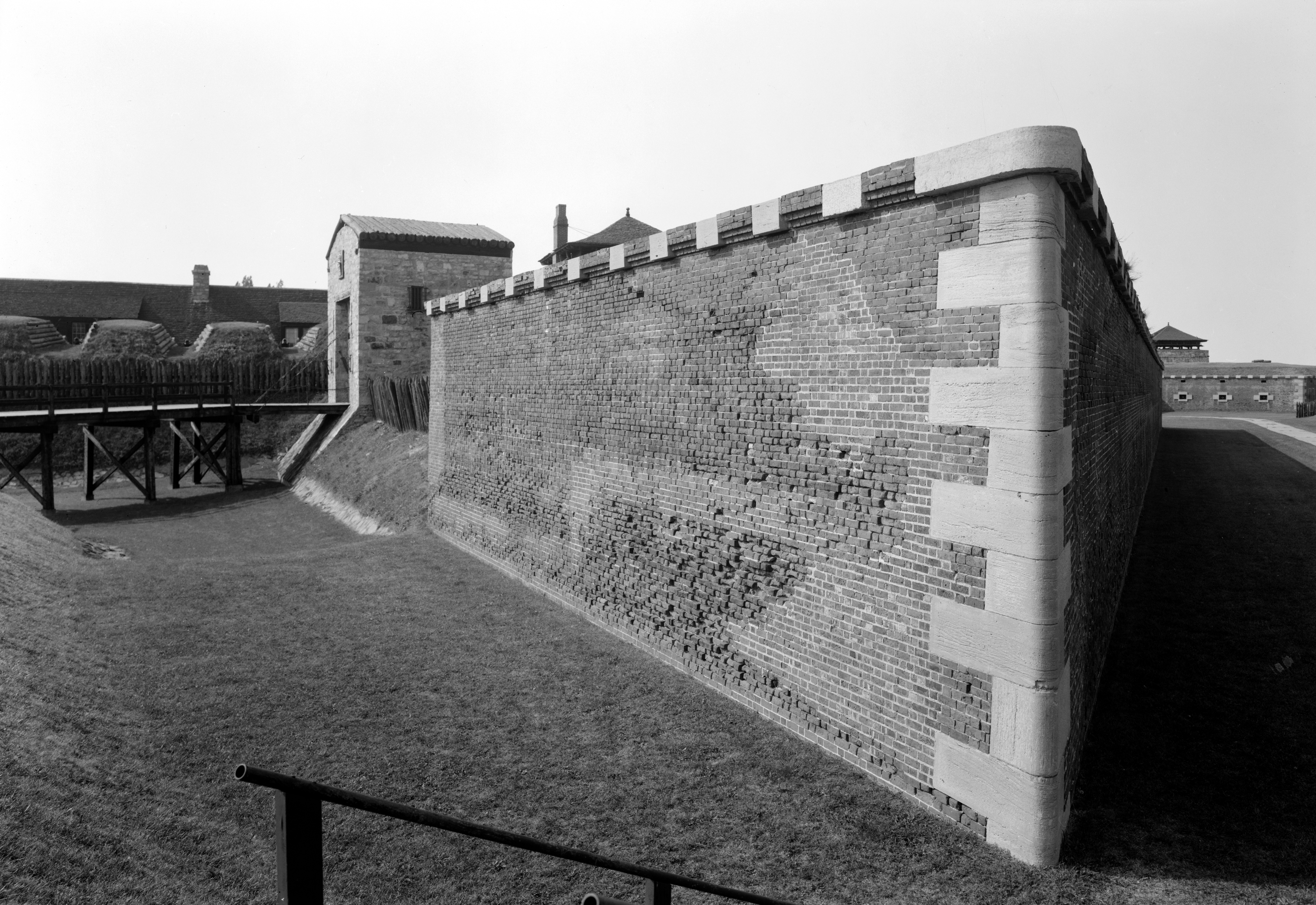
Bastion

Przez następne dwa lata sytuacja wojenna rozwijała się na korzyść Francji. Brytyjczycy utracili Fort Oswego, który był najlepszą bazą dla potencjalnego ataku przeciw Fortowi Niagara. Jednak w roku 1758 szala przechyliła się na korzyść Brytyjczyków. Co więcej, Irokezi przestali być neutralni i zaczęli wspierać wojska brytyjskie.
W tej sytuacji było jasne, że atak na Fort Niagara był nieunikniony. Chociaż Brytyjczycy mieli przewagę liczebną, Francuzi przygotowali się najlepiej jak mogli. Kapitan Pouchot został ponownie wyznaczony na dowódcę fortu, do którego przybył w kwietniu 1759 z rozkazem utrzymania się za wszelką cenę.
W lecie 1759 amerykańska ekspedycja przeciwko fortowi pod dowództwem generała Johna Prideaux wyruszyła z Albany. Po pozostawieniu części sił dla odbudowy Fortu Oswego, armia składała się z 2000 regularnych żołnierzy i 1500 sojuszniczych Irokezów. Armia popłynęła na łodziach wzdłuż południowego brzegu jeziora Ontario i wylądowała w okolicach Fortu Niagara 6 lipca 1759.
Dowódca francuski nie wiedział o przystąpieniu Irokezów do walki po stronie brytyjskiej i mylnie wierzył że, tak jak dotychczas, jego indiańscy sojusznicy ostrzegą go z dużym wyprzedzeniem o wyruszeniu jakiejkolwiek ekspedycji brytyjskiej przeciwko niemu. Po przeczekaniu do początku lata bez żadnych wieści, uznał, że jest już za późno na brytyjski atak przed nadejściem zimy. Z tego powodu w czerwcu wysłał 2500 ze swoich 3000 żołnierzy na południe w celu wspierania działań francuskich w dolinie Ohio. Ta katastrofalna decyzja zapewniła Brytyjczykom zwycięstwo. Z silną załogą Fort Niagara, który był w tym czasie jedyną twierdzą w głębi kontynentu bronioną przez umocnienia ziemne w europejskim stylu, z bastionami, fosami i krzyżującymi się polami ognia, byłby niezwykle trudny do zdobycia. Natomiast w sytuacji która zaistniała było jasne, że bez szybkiego nadejścia posiłków poddanie się stosunkowo małej załogi fortu było tylko kwestią czasu.
Brytyjczycy rozpoczęli kopanie szańców oblężniczych 10 lipca. 14 lipca rozpoczęło się bombardowanie artyleryjskie fortu. 17 lipca brytyjskie moździerze rozpoczęły ostrzał z drugiego brzegu rzeki Niagara biorąc fort w dwa ognie. Po południu 20 lipca 20 ciężkich dział rozpoczęło morderczy ogień z pozycji 80 yardów od bastionów fortu. 23 lipca ostatnie działa francuskie zostały zniszczone.
W tym momencie posiłki francuskie pojawiły się na rzece Niagara w górę od wodospadu. Składały się z ok. 1600 żołnierzy, francuskich kolonistów i Indian. Brytyjczycy, ostrzeżeni przez Indian, wysłali oddziały w celu zablokowania drogi nadciągającym Francuzom. Podczas nocy irokescy sojusznicy Brytyjczyków zdołali przekonać Indian w armii francuskiej do opuszczenia jej szeregów. Następnego dnia armia francuska uszczuplona do 600 żołnierzy przeprowadziła szarżę na angielską pozycję blokującą. Pod morderczym ogniem muszkietów brytyjskich atak francuski nie miał szans. Tylko ok. 100 ludzi, w większości rannych, przeżyło by stać się brytyjskimi jeńcami. Reszta uciekających Francuzów została wybita przez Irokezów.
Po brytyjskim zwycięstwie dalsza obrona fortu nie miała sensu. Kapitan Pouchot wraz z załogą poddał się 25 lipca. Tym razem nie doszło do masakry, a żołnierze francuscy zostali przewiezieni do Nowego Jorku, skąd zostali repatriowani do Francji.
Utrata fortu odcięła Montreal od doliny Ohio i tym samym skazała armie francuskie na południu na porażkę. Utrata Fortu Niagara była tylko jednym ogniwem w łańcuchu klęsk francuskich. Na jesieni 1759 Brytyjczycy zdobyli Quebec. W 1760 poddał się Montreal. W 1763 Francuzi utracili całe swoje terytoria w Ameryce Północnej w traktacie pokojowym podpisanym w Paryżu.

## Panowanie brytyjskie
Podniesienie flagi brytyjskiej nad fortem w 1759 rozpoczęło najważniejszy okres w jego dziejach. Przez następne 37 lat fort miał silny garnizon a jego komendant sprawował szeroką władzę nad ogromną częścią brytyjskiej Ameryki Północnej.
W pierwszym roku po zdobyciu fortu sytuacja zaopatrzeniowa była tak trudna, że w trakcie pierwszej zimy 150 ludzi zmarło na szkorbut. Po zakończeniu działań na kontynencie w 1760 fort stał się głównym punktem zaopatrzeniowym w na nowo brytyjskich terenach dookoła Wielkich Jezior. Fort odgrywał tą kluczową rolę przez następne kilkadziesiąt lat. Był też ważnym punktem kontaktowym między Brytyjczykami i Indianami. Ci ostatni nie byli zadowoleni z faktu, że Francuzi zostali wyparci z Ameryki Północnej dając Brytyjczykom niepodzielne panowanie nad kontynentem.
W latach 1763–1764 wybuchło ogromne powstanie Indian pod przywództwem Pontiaca, które przez pewien okres poważnie zagroziło brytyjskiej dominacji nad wnętrzem kontynentu. Indianie nie mieli szans na zdobycie silnie ufortyfikowanego Fortu Niagara, ale prowadzili intensywną wojnę podjazdową w jego okolicach. Fort odegrał istotną rolę jako źródło zaopatrzenia i posiłków dla obleganego przez Indian fortu Detroit oraz jako baza dla armii, która ostatecznie stłumiła powstanie indiańskie w 1764 r.
Przez te lata głównym zadaniem fortu była obrona przed Indianami, gdyż po odejściu Francuzów nie było na kontynencie żadnego europejskiego przeciwnika zaopatrzonego w artylerię. Z tego też powodu umocnienia fortu nie były utrzymywane i powoli poszły w rozsypkę, toteż do 1775 potężne fortyfikacje ziemne praktycznie przestały istnieć.

## Rewolucja amerykańska
Sytuacja zmieniła się drastycznie po ogłoszeniu niepodległości przez kolonie amerykańskie w 1776. Fort szybko przekształcił się w kluczową brytyjską placówkę, niezbędną do utrzymania Kanady pod panowaniem brytyjskim. Komendant fortu był głównodowodzącym sił brytyjskich na całym obszarze Wielkich Jezior.
Paradoksalnie Brytyjczycy grali teraz tę samą rolę, którą dopiero dwadzieścia lat przedtem odgrywali Francuzi. Byli jednak w nieco lepszej sytuacji, gdyż mieli po swojej stronie Irokezów jak również lojalistów, czyli Amerykanów, którzy chcieli pozostać wierni koronie brytyjskiej. Dla tych ostatnich fort był ważnym punktem tranzytowym w ich drodze do osiedlenia się na terenach brytyjskiej Kanady, dzisiejszej prowincji Ontario.
Podczas rewolucji fort służył jako baza dla wojny podjazdowej prowadzonej przeciwko zachodnim częściom kolonii amerykańskich. W tej wojnie, obok sprzymierzonych z lojalistami Indian Josepha Branta, dużą rolę odgrywali Rangersi Johna Butlera, żołnierze którzy są uważani za pierwowzór dzisiejszych sił specjalnych. Ich operacje stały się niezwykle dokuczliwe dla Amerykanów. Dopuścili się również rzezi w czasie tzw. masakry w dolinie Wyoming. W celu położenia kresu tym działaniom w lecie 1779 Amerykanie podjęli próbę zdobycia fortu, ale skuteczne działania opóźniające Brytyjczyków i Indian zmusiły ich do odwrotu.
Wojna rewolucyjna zakończyła się w 1783 jednak brytyjska załoga pozostała w forcie aż do 1796, kiedy kolejny traktat ostatecznie ustalił granicę między USA i brytyjską Kanadą. Flaga amerykańska została podniesiona nad fortem w sierpniu 1796.

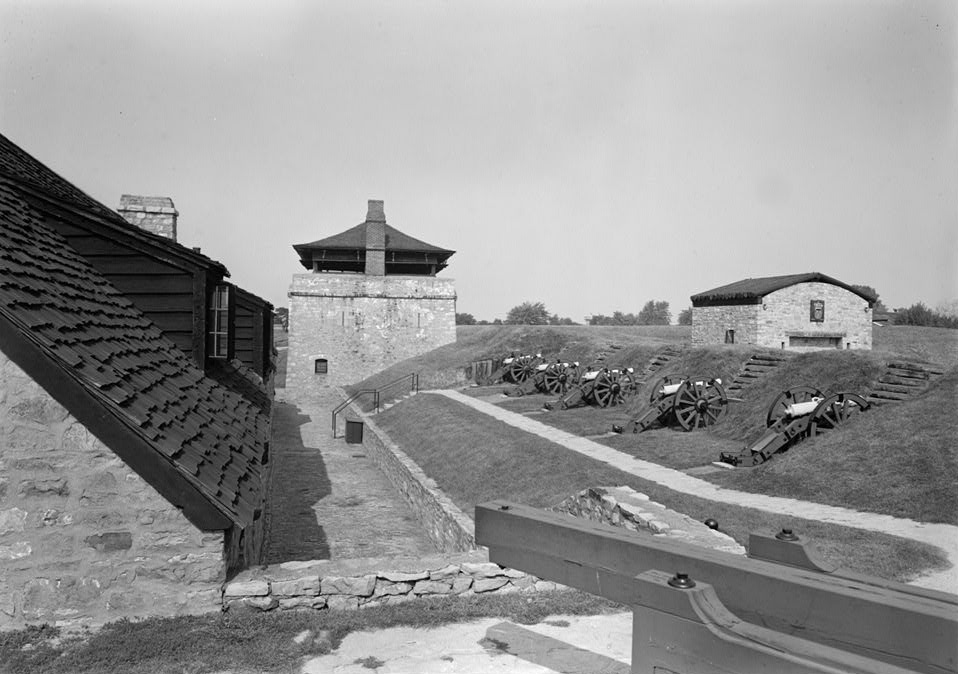
Bateria dział

## Wojna brytyjsko-amerykańska
Nowa granica między Kanadą i USA biegła środkiem rzeki Niagara, więc fort po raz pierwszy w swojej historii stał się twierdzą graniczną. Garnizon brytyjski przeniósł się na drugą stronę rzeki, gdzie powstała nowa brytyjska fortyfikacja, Fort George. Amerykańska załoga miała działa przeciwnika w odległości ok. 500 metrów, podczas gdy najbliższą placówką amerykańską był nadal Fort Oswego, oddalony o setki kilometrów.
W pierwszych latach XIX w. izolacja fortu zaczęła się powoli kończyć, gdyż amerykańscy koloniści zaczęli zasiedlać zachodnią część stanu Nowy Jork, w tym okolice fortu. Przed 1810 r. powstały zalążki miast Youngstown, Lewiston, Manchester, Schlosser, Black Rock i Buffalo. Do starych zadań garnizonu fortu doszła ochrona tych nowych osad.
W czerwcu 1812 wybuchła wojna brytyjsko-amerykańska. Oficjalnym powodem wojny były brytyjskie transgresje przeciwko amerykańskim statkom. Amerykanie postanowili wykorzystać wojnę jako doskonałą okazje do zdobycia Kanady i wyparcia Wielkiej Brytanii z Ameryki Północnej. Ponieważ Brytyjczycy byli w tym czasie zajęci walką z Napoleonem, sukces amerykański wydawał się przesądzony.
Obie strony nie były przygotowane do wojny. Wielka Brytania, zajęta walką w Europie, miała tylko 2000 żołnierzy w całej prowincji Górna Kanada (dziś Ontario), plus kilka tysięcy kolonialnej milicji. Stany Zjednoczone, mające już ponad 7 mln mieszkańców, mogły potencjalnie wystawić dużo większe siły. Z drugiej strony armie amerykańskie były bardzo niedoświadczone. Szczególnie oddziały kolonialnej milicji miały okazać się prawie bezwartościowe na polu bitwy.
Na początku wojny stan Fortu Niagara był godny pożałowania. Jego fortyfikacje nie były należycie utrzymywane, a jego garnizon liczył tylko 150 żołnierzy. Amerykanie przygotowali się na atak brytyjski który jednak nie nastąpił, gdyż Brytyjczycy skoncentrowali się na zorganizowaniu własnej obrony.
Sytuacja nie zmieniała się do października 1812, kiedy Amerykanie podjęli próbę przekroczenia rzeki Niagara, prowadzącą do bitwy pod Queenston Heights. Próba inwazji zakończyła się fiaskiem, głównie dlatego, że amerykańska milicja nie chciała przeprawić się na drugą stronę rzeki, twierdząc że nie jest zobowiązana walczyć poza granicami USA!
Podczas tej operacji Fort Niagara rozpoczął ostrzał Fortu George, w celu odwrócenia uwagi Brytyjczyków od amerykańskiej przeprawy kilkanaście kilometrów na południe. Jednak odpowiadający ogień brytyjski był tak intensywny, że załoga fortu opuściła swoje pozycje i porzuciła fort. Brytyjczycy nie mieli jednak żołnierzy by wykorzystać okazję do zajęcia fortu bez walki. Po pewnym czasie Amerykanie zorganizowali grupę ochotników i ponownie obsadzili fort.
Następne kilka miesięcy były spokojne. Amerykańscy saperzy powoli ulepszali fortyfikacje fortu, budując lepsze stanowiska ogniowe dla amerykańskich dział. Kilka razy fort prowadził pojedynki artyleryjskie z Fortem George po drugiej stronie rzeki.
Rok 1813 był ciężkim okresem dla Brytyjczyków, gdyż lepiej zorganizowane siły amerykańskie rozpoczęły serię intensywnych ataków na terytorium Kanady.
Kampania na jeziorze Ontario rozpoczęła się rajdem silnej floty amerykańskiej na miasteczko York (dzisiejsze Toronto). Po spustoszeniu Yorku flota popłynęła do ujścia rzeki Niagara, gdzie jej zadaniem było zdobycie Fortu George.
25 i 26 maja działa okrętowe i działa Fortu Niagara rozpoczęły intensywny ostrzał Fortu George. 27 maja, pod osłoną dział Amerykanie wyrzucili desant na kanadyjskim brzegu. Po całodniowych walkach Amerykanie zdobyli zrujnowany fort brytyjski.
Po zdobyciu fortu działania amerykańskie nie były jednak wystarczająco energiczne. Brytyjczycy wygrali bitwy pod Stoney Creek i Beaver Dams, co zmusiło armię amerykańską do odwrotu do Fortu George. W grudniu Amerykanie spalili Fort George wraz z otaczającym go miasteczkiem Newark i wycofali się na amerykańską stronę rzeki do Fortu Niagara.
Wraz z nadejściem zimy siły amerykańskie osłabły. Kontrakty wielu żołnierzy milicji kolonialnej skończyły się i wrócili oni do swoich domów. Wyczuwając korzystny stosunek sił Brytyjczycy zdecydowali się zdobyć Fort Niagara.
W nocy z 18 na 19 grudnia 1813, 562 żołnierzy brytyjskich przeprawiło się przez rzekę i zdołało zaskoczyć amerykańską załogę. Na ich korzyść działał fakt, że amerykański dowódca był nieobecny, gdyż właśnie odwiedzał swoją rodzinę w pobliskim miasteczku. Tylko niewielka liczba żołnierzy amerykańskich obudziła się na czas i zdołała stawić opór. Garnizon amerykański składający się z 433 żołnierzy stracił 65 z nich, zaś 15 zostało rannych.
Fort pozostał w rękach brytyjskich do końca wojny. W 1814 r. inicjatywa na froncie wzdłuż rzeki Niagara przeszła w ręce Brytyjczyków i Amerykanie nie podjęli próby odbicia fortu. Traktat kończący wojnę pozostawił bez zmian granicę między Kanadą i USA, w wyniku czego Fort Niagara pozostał własnością Stanów Zjednoczonych. Żołnierze amerykańcy ponownie przejęli fort 22 maja 1815.

## Dzieje do chwili obecnej
Po wojnie życie wzdłuż rzeki Niagara szybko wróciło do zwykłego rytmu. Brytyjczycy ponownie obsadzili Fort George i zbudowali jeszcze jedną mniejszą fortyfikację, Fort Mississauga. Amerykanie sporządzili kilka planów przebudowy umocnień Fortu Niagara by uodpornić go na ogień artyleryjski. Jednak szybko polepszające się stosunki między Kanadą i Wielką Brytanią spowodowały, że plany pozostały tylko na papierze. Po roku 1820 niepotrzebne już wały fortu ponownie poszły w rozsypkę. W 1825 wybudowano Kanał Erie, który dochodził do rzeki Niagara w okolicach miasta Buffalo, które dzięki temu stało się głównym ośrodkiem gospodarczym nad rzeką Niagara. Okolice Fortu Niagara znalazły się na uboczu i znaczenie militarne fortu spadło. Armia amerykańska nawet opuściła fort w 1826 r., by jednak powrócić dwa lata później.
Podczas rebelii roku 1837 w Kanadzie Amerykanie wzmocnili swoje oddziały na granicy. Kanadyjscy rebelianci szukali różnego rodzaju wsparcia po stronie amerykańskiej, co doprowadziło do wzrostu napięcia między Wielką Brytanią i USA. W związku z tym, w latach 1839–1841 saperzy amerykańscy przeprowadzili rekonstrukcję fortu. Zbudowano gruby mur kamienny od kanadyjskiej strony by chronić fort od ognia dział brytyjskich. Zbudowano też mur wzdłuż wody, który powstrzymał postępującą erozję brzegu. Dzięki tym i innym budowlom Fort Niagara stał się ponownie silną fortyfikacją, choć jego garnizon pozostawał nieliczny.
Ponowne polepszenie stosunków brytyjsko-amerykańskich doprowadziło do kolejnego opuszczenia fortu przez armię amerykańską w latach 1846–1848, głównie z powodu wysłania większej części armii na wojnę z Meksykiem. Garnizon powrócił w 1848 by znowu zostać wycofany w 1854.
Po wybuchu amerykańskiej wojny secesyjnej w 1861 siły amerykańskie ponownie obsadziły fort. Ponieważ działania wojenne odbywały się na południu, z początku Amerykanie nie spodziewali się aktywnego udziału fortu w wojnie. Jednak z biegiem czasu zaczęto obawiać się potencjalnej interwencji Wielkiej Brytanii. W związku z tym, sformułowano plany budowy systemu fortyfikacji na granicy z Kanadą. Według tych planów Fort Niagara miał być całkowicie przebudowany. Prace rozpoczęły się w lecie 1863 i trwały do 1872. Ponownie jednak polepszenie stosunków z Wielką Brytanią sprawiło, że wykonano tylko małą część planowanych robót.
Po zakończeniu wojny secesyjnej podjęto też budowę nowego Fortu Niagara za murami starego fortu, który miał być koszarami dla armii amerykańskiej bez pełnienia funkcji obronnych (tradycyjnie wszystkie koszary armii amerykańskiej są formalnie uznawane za fort). Budowa kolejnych obiektów koszarowych trwała do 1912.
Przez następne kilkadziesiąt lat fort pełnił najróżniejsze funkcje. Podczas I wojny światowej szkolili się w forcie polscy żołnierze Błękitnej Armii generała Hallera. W latach II wojny światowej działał w nim nawet obóz dla niemieckich jeńców wojennych. Obecność armii amerykańskiej w forcie ostatecznie zakończyła się w 1963. Teren fortu został przekazany stanowi Nowy Jork.
Po odejściu armii większość budynków koszarowych została rozebrana. Teren dookoła fortu jest dziś parkiem stanowym. Sam fort jest utrzymywany jako muzeum.